# Leendert van Dis

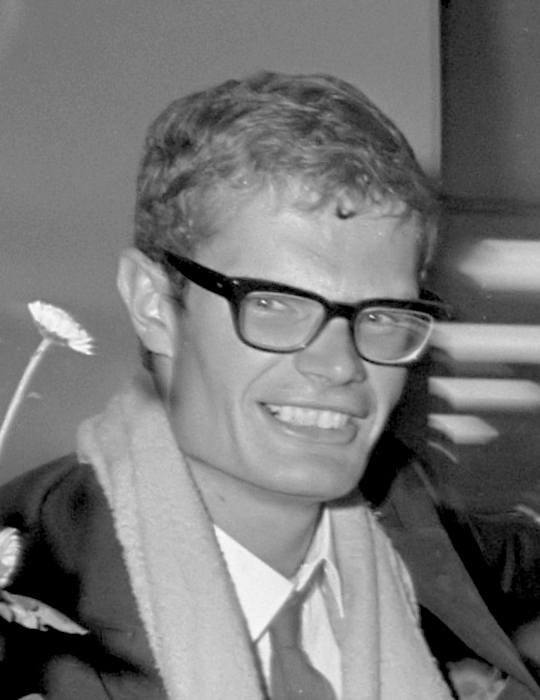
Leendert van Dis 1968

Leendert Frans van Dis (* 20. August 1944 in Amsterdam) ist ein ehemaliger niederländischer Ruderer.
Bei den Olympischen Spielen 1968 belegten Leendert van Dis und Henricus Droog im zweiten Vorlauf des Wettbewerbs im Doppelzweier den zweiten Platz hinter dem bulgarischen Boot. Im ersten Halbfinale gewann das Boot aus der DDR vor den Bulgaren und dem sowjetischen Zweier. Das zweite Halbfinale gewann das US-Boot vor dem Boot aus der Bundesrepublik Deutschland und den Niederländern. Im Finale am 19. Oktober kämpften dann die beiden Boote um den Olympiasieg, die im Halbfinale die dritten Plätze belegt hatten. Es siegten Alexander Timoschinin und Anatoli Sass mit fast einer Sekunde Vorsprung vor Droog und van Dis, dahinter gewann das US-Boot die Bronzemedaille vor den Bulgaren und den beiden deutschen Booten.
Der 1,94 m große Leendert van Dis ruderte für die Amsterdamse roeivereniging Willem III.